# Palais Thun
Le palais Thun (en tchèque, Thunovský palác ; anciennement Roupovský dům) est un monument et le bâtiment où siège la Chambre des députés du Parlement de la République tchèque, situé à Prague dans le quartier de Malá Strana dans la rue Sněmovní. Le palais de style classique possède l'une des plus longues façades de Prague, et est classé monument culturel depuis 1964. Il fait également partie d'un monument culturel national appelé Siège du Parlement de la République tchèque.

## Histoire

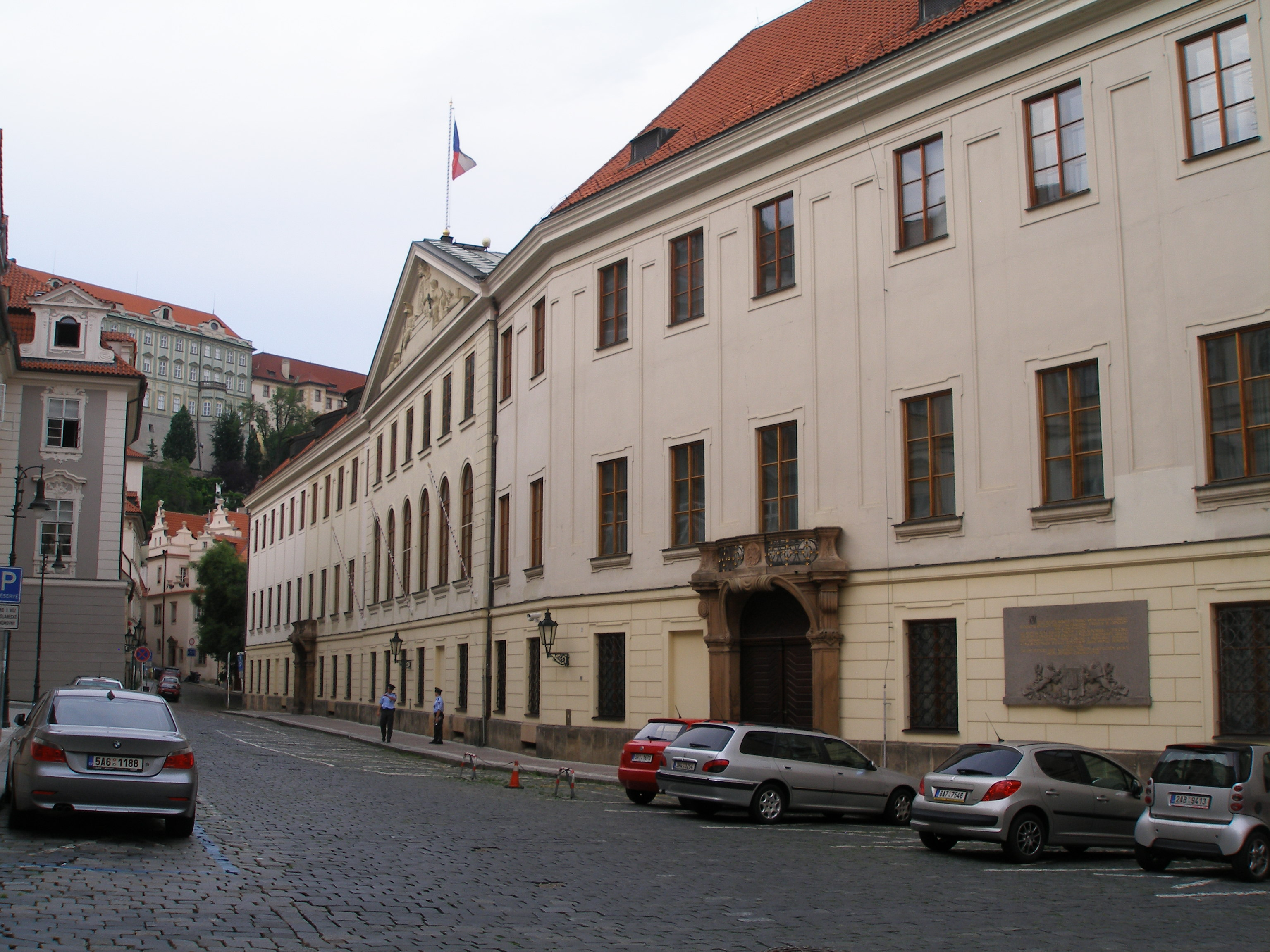
Palais Thunovský dans la rue Sněmovní à Prague

La maison Roupovský originale de Jan z Roupova construite en 1650, fut achetée par la comtesse Markéta Anna Thunová.
Dans les années 1662 et 1694 les Thun acquièrent deux autres bâtisses dans le quartier. Lors de la reconstruction de ces bâtiments, une salle de réunion principale de la Chambre des députés de l'Assemblée régionale du royaume de Bohême s'y tient.
À partir de 1779, la compagnie d'opéra italienne de Pasquale Bondini y exploita un théâtre, qui aurait été visité par Joseph II, le bâtiment, cependant, fut incendié en 1794.
En 1801, la comtesse Anna Maria Thunová vendit le palais au Comité des États tchèques, puis une reconstruction classique eut lieu pour les besoins de l'Assemblée régionale. Après 1860, sa construction est prolongée et le palais est doté d’une nouvelle salle, actuelle salle des séances. Elle a servi de chambre des députés à partir de 1861. En 1903, le palais Thun fut relié au palais Smiřicky adjacent, qui était également utilisé par le parlement.
Le 14 novembre 1918, l'indépendance de la Tchécoslovaquie a été proclamée au palais lors de la première session de l'Assemblée nationale révolutionnaire et Tomáš Masaryk fut élu président. Ensuite, le Sénat, la Chambre des députés à l'époque, siégeait dans le Rudolfinum.
Entre 1936 et 1940, une autre reconstruction du palais eut lieu. Dans les années 1950 et 1960, certains ministères s'y trouvaient. De 1968 à 1992, le palais est devenu le siège du Conseil national tchèque, qui après la division de la Tchécoslovaquie a été transformé en Chambre des députés de la République tchèque.
Depuis 1993, la Chambre des députés du Parlement de la République tchèque se réunit à nouveau dans le palais.

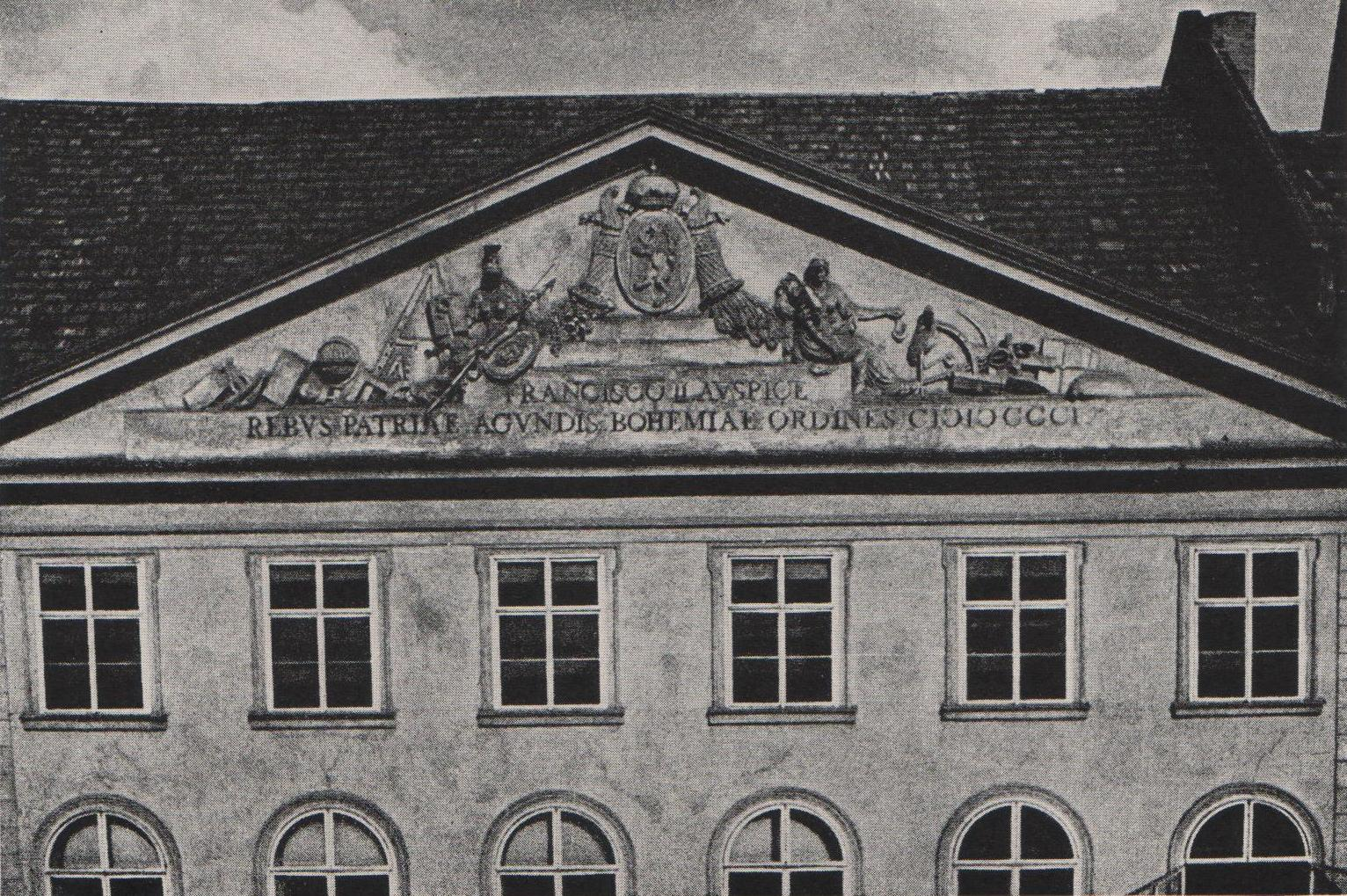
Le Palais Thun à l'époque du siège de l'Assemblée provinciale tchèque.

## Description
La façade du palais est l'une des plus longues de Prague. Le fronton au milieu des portails porte les armoiries de l’État tchèque : le lion et la couronne de Saint-Venceslas. La devise figurant sur le fronton avant l'établissement de la République en 1918 était la suivante : «  FRANCISCO II. AVSPICE REBVS PATRIAE AGVNDIS BOHEMIAE ORDINES MDCCCI ». Dans les modifications ultérieures après l'établissement de la république, elle a été remplacée par la devise actuelle : « SALVUS REI PUBLICAE SVPREMA LEX ESTO » (le bien-être de l'État est la loi suprême).
La principale salle des séances avec deux galeries de balcons, aménagée au XIXe siècle dans le style néo-renaissance, est ornée de stucs dorés. Au-dessus des deux entrées de la salle, il y a le lion tchèque et les rameaux de tilleul et de chêne symbolisant qu’autrefois, les députés tchèques et allemands siégeaient ensemble sur les bancs.
De l'ancien édifice baroque subsiste l'ancien escalier monumental.

Une curiosité est la passerelle qui relie la Chambre des députés aux palais voisins : la petite rue Thunovska est enjambée par un pont reliant le palais Thun au palais Sternberg. L’édification de ce pont remonte à l’année 1903, lorsque les palais Smiřický et Sternberg ont été reliés au palais Thun, afin d'agrandir les locaux de l’assemblée. 

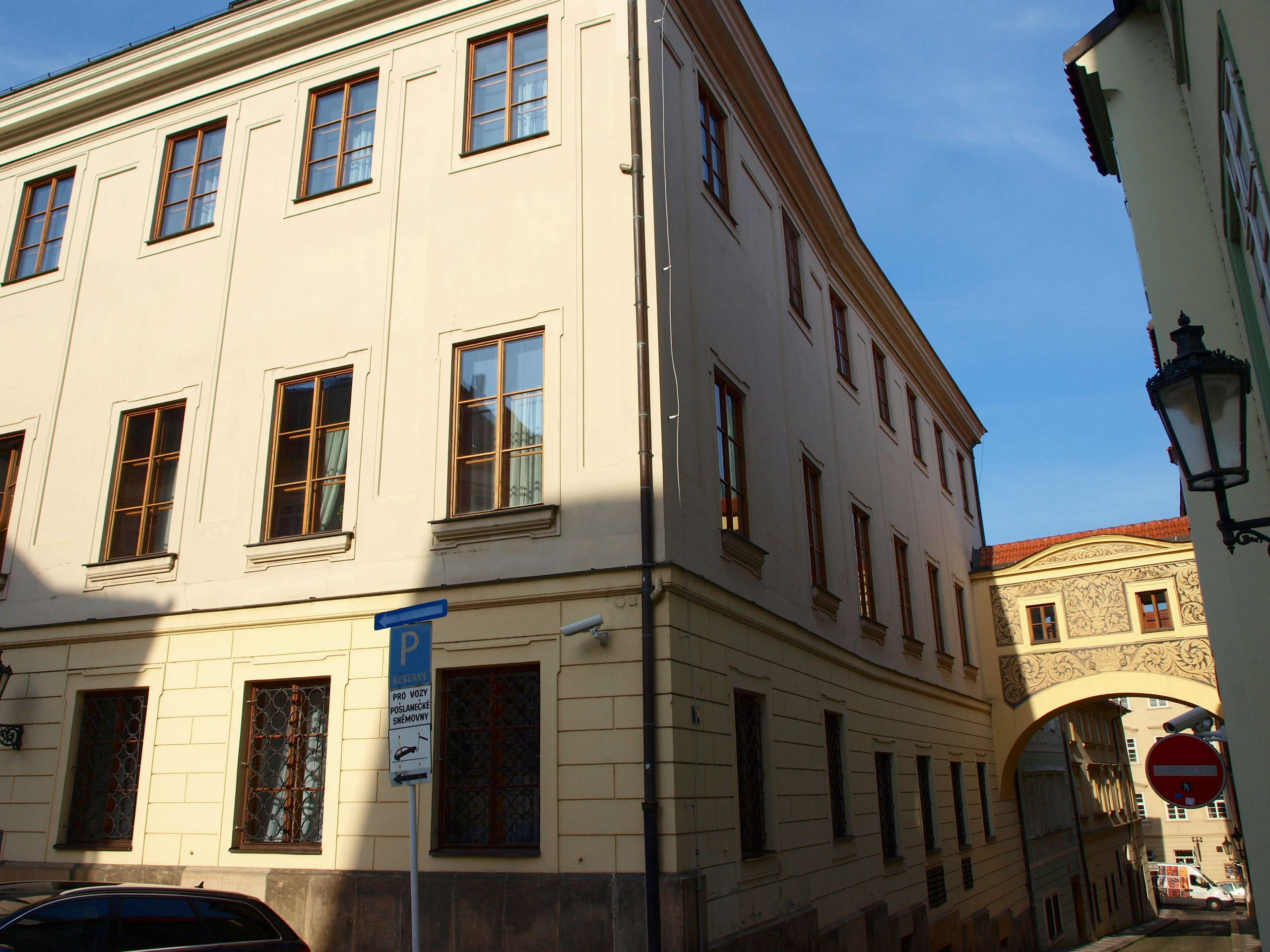
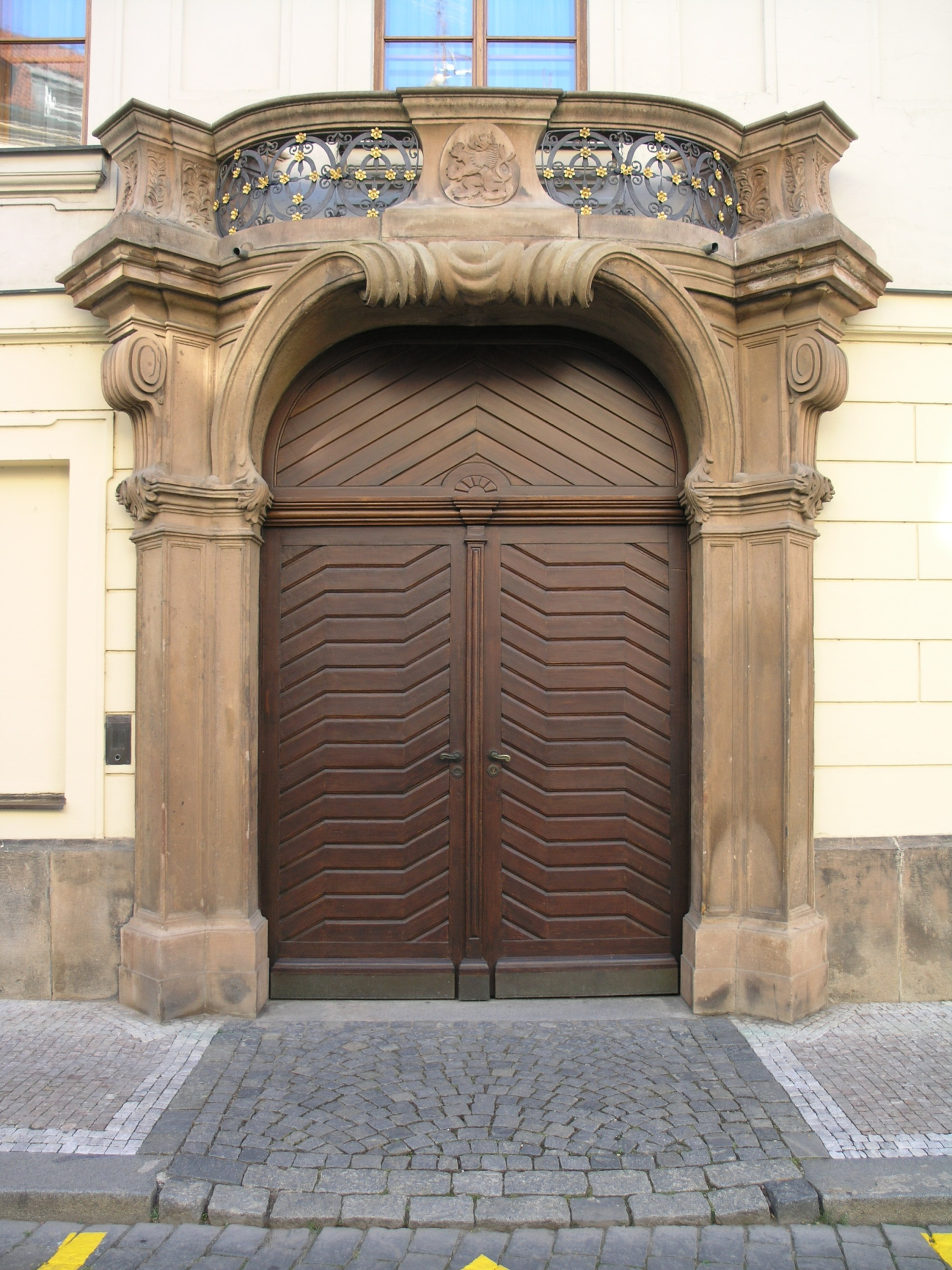
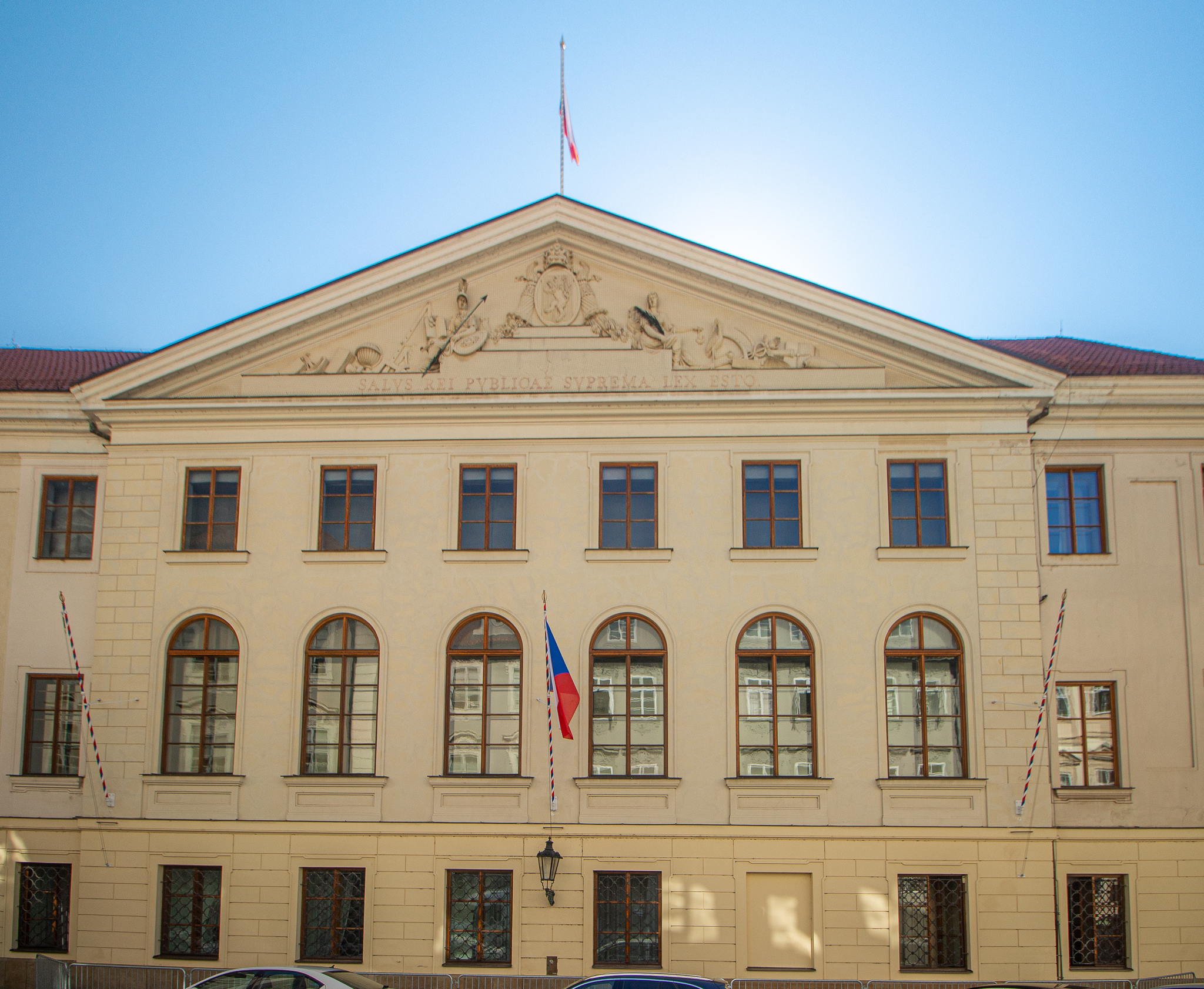

## Source de traduction
- (cz) Cet article est partiellement ou en totalité issu de l’article de Wikipédia en tchèque intitulé « Thunovský palác » (voir la liste des auteurs).